# Aspicilia contraria
Aspicilia contraria är en lavart som först beskrevs av Hugo Magnusson, och fick sitt nu gällande namn av Rolf Santesson. Aspicilia contraria ingår i släktet Aspicilia, och familjen Megasporaceae. Arten är reproducerande i Sverige.